# Mebius

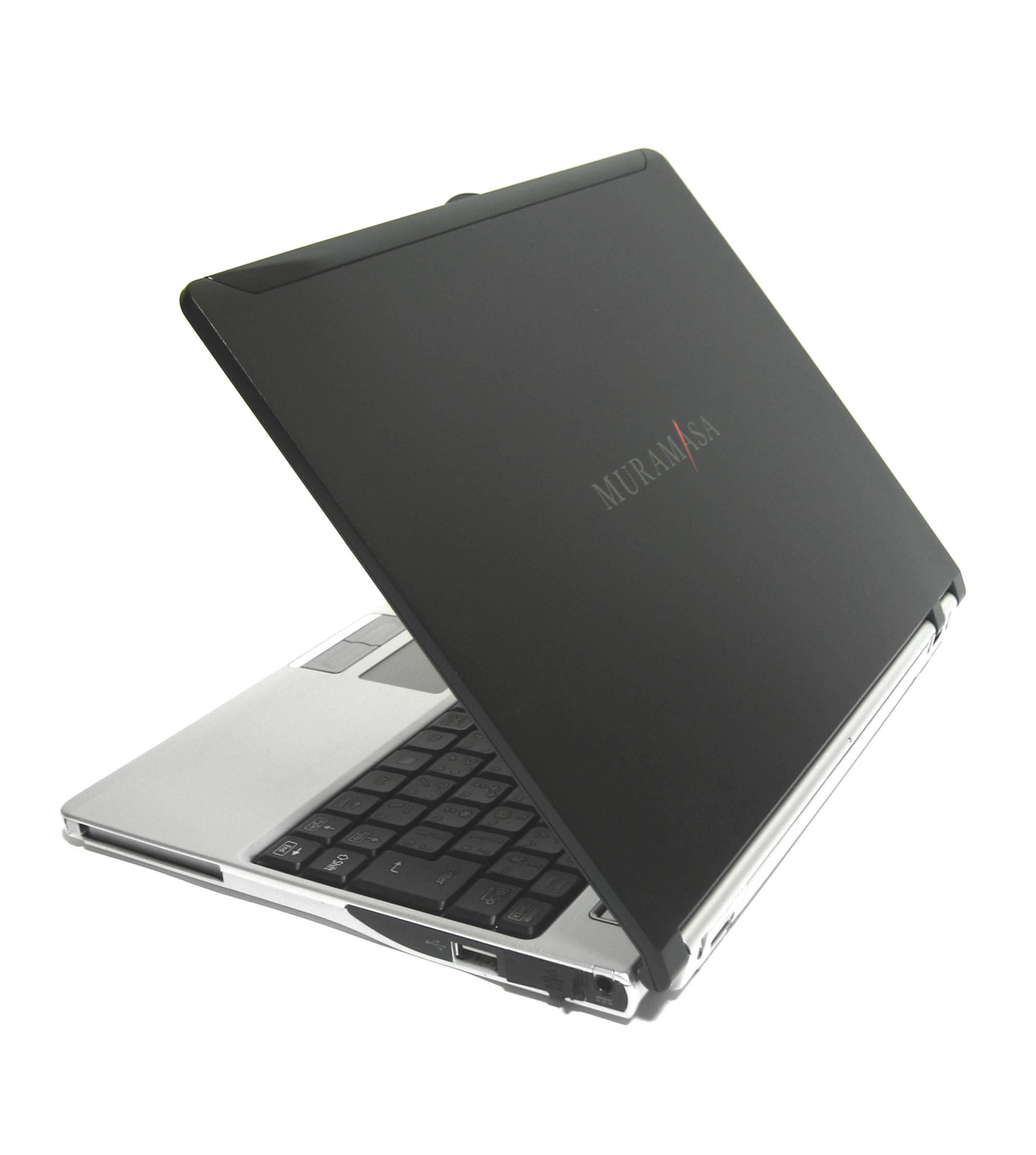
Mebius MURAMASA (PC-MM2-5NE)

Mebius（メビウス）は、シャープが1995年から2010年まで販売していたパーソナルコンピュータ（PC/AT互換機）、および2014年から2016年まで販売していたタブレットPCのブランド名。アメリカでは Actius や WideNoteの名称であるが、ロゴのメビウスマークは日本と変わらない。
当初、デスクトップパソコンとノートパソコンが両立していたが、一時期（2000〜2004年頃）、デスクトップ型は消滅しノート型のみとなっていた。その後AVサーバのTXシリーズがラインナップに加わり、一旦はデスクトップ型が復活していたが、インターネットAQUOSにとって代わられた。
2009年をもってパソコンの生産を打ち切っていることを2010年10月21日に発表した。この結果、1978年のMZ-80K以来続いていたシャープのパソコン事業は31年の歴史に幕を一端閉じた。
2013年9月30日、タブレットPCとしてブランドを2014年より復活させることを発表した。法人向けWindows 8.1搭載タブレットPCであり、当初個人への販売は予定されていなかったが、後に価格を大幅に下げて個人への販売も行われた。
2018年現在、既に全製品の販売は終了しているが、同年に東芝から東芝クライアントソリューションを傘下に入れたシャープは「dynabook」としてPC事業に再参入した。詳細は当該項目を参照。

## ラインアップ
MNシリーズ以外は型番の頭に“PC-”が付く(PC-A355、PC-DJ100、等)

### デスクトップ
- DJシリーズ
- MNシリーズ

### ノート
- MNシリーズ
- Aシリーズ
- Wシリーズ
- CBシリーズ
- XGシリーズ
いわゆるAVパソコンシリーズであり、地上アナログ放送や外部映像機器から録画可能であった。AV機能は電源オフ時にワンボタンでOSを起動させずに利用できるアプリケーションソフト「INSTANT PLAY」が搭載されていたが、リカバリー時にこのソフトのみ復元することが出来ず別にCD-ROMが同梱されていた。
- ALシリーズ
- AEシリーズ
- WAシリーズ
- CSシリーズ
- WT/WEシリーズ
- FWシリーズ
- CWシリーズ
- MJシリーズ
- MWシリーズ
- PC-NJ70A（2009年5月発売）/NJ80A（2009年6月発売）
同社初のネットブックモデル。ジェスチャ機能付マウスパッドや手書き入力、タッチパッドの機能を兼ね備えたサブディスプレイ「光センサー液晶」を搭載。カラーはブラックとホワイトの2色を用意するほか、ディスプレイ裏面に装着する別売りの「アドオンジャケット」を使って自分だけの一台にすることも可能である。CPUはこちらも同社初となるAtomを搭載している。このモデルが発売するまでは、Mebiusシリーズでは日立、東芝などとは対照的にWindows XP以降あたりからインテル製CPUを採用することはほとんど無く、もっぱらAMD製のCPUを採用していた。2009年6月には追加モデルのNJ80Aを発表。こちらはライセンス期限がない通常の「Office Personal 2007」をプリインストールしている。
  - PC-NJ70B/NJ80B（2009年10月発売）
同年5月から発売されたNJ70A/NJ80Aの後継モデル。OSはWindows 7 Starterに変更されたものの、基本性能の変更はない。また、ソフトは新たに光センサー液晶によるタッチ操作対応のゲーム7種類を追加した。NJ80Aは「Office Personal 2007」プリインストールモデル。

### モバイルノート
- PJシリーズ
- MT・MMシリーズ
通称ムラマサ。メビウスムラマサの名は室町時代の日本刀「村正」に由来し、薄型のデザインを刀に見立てたもの。また、当初はシャープ社内で開発コードネームとして使用されていた。
  - PC-MT1シリーズ
2001年発売。CPUはPentium IIIを搭載。この種のパソコンのバリエーションとしては珍しくCeleronは搭載されなかった。なお、まだクレードルなどの付属品も無い。OSは当初はWindows Meのみのラインナップであったが、のちにXPモデルも発売された。ただし、Pentium IIIといった普及型ノートパソコンに用いるCPUを採用したためか、後述のMM1シリーズなどと比べるとやや厚みがあった。
  - PC-MM1シリーズ
2002年10月発売。初代モデルは15GBのHDDや、Crusoe867MHzのCPU、256MBのメインメモリなど、多くの機能を割り切り持ち歩くことに特化したモデル。
その後、CPUクロックの高速化、HDD容量の増量したモデルが派生する。
当時のノートPCとしては非常に薄く、軽く設計されている。
そのHDD容量の少なさを必要な物だけを持ち歩くというスタイルで補うように設計から提唱しており、充電、並びにDirectHDDの接続に使えるクレードルが添付されていた。クレードル自身はその薄さを強調して見える形にするように作ったと開発者は言っている。
事実、DirectHDD接続ケーブルはコンパクトな物であり、必要な大半の機能は本体に内蔵している。
DirectHDDは、本体がシャットダウンされた状態で電源が供給されていれば、本体の内蔵HDDをUSBマスストレージとして認識する機能である。なお、MURAMASA以外の通常のMebiusにも搭載されていた時期もある。この場合はクレードルは必要なく、パソコン本体に普通の小さなUSB端子があるのみであった。
  - PC-MM2/50F/60Fシリーズ。
Crusoeの処理効率の悪さを改善したEfficeon(TM8600)を搭載したモデル。
ビデオチップも、MobilityRADEONに変更となり描画処理も高速化した。
Mobileスイッチを備え、画面輝度、CPUのクロック調整により、バッテリ稼働時間か、パフォーマンスかをスイッチで選択できるようになった。
本体の温度、実行負荷により、CPUクロックは自動調整される。
  - PC-MM70G/50Gシリーズ
CMSにNXビットへの対応を追加。
- MPシリーズ
MM2シリーズを基礎に、光学ドライブを内蔵したシリーズ。
efficion(TM8800)を採用。上位モデルでは、1.6GHzのクロックが用意されている。
本体が分厚くなったことにより、HDDは、1.8インチ5mm厚から、2.5インチの物になった。MURAMASAシリーズでは一貫してリカバリディスクを付属していたが、2.5インチHDDに変わったことで容量も大きくしやすいため他のMebiusと同様のHDDリカバリに変更された。
空冷ファンも実装され、ファンレスではなくなっている。
- MRシリーズ
- CVシリーズ

### WILLCOM D4
| 機種名             | 発売日        | 液晶方式                | 通信方式             | 形状              | CPU                      | ストレージ       | メインカメラ | サブカメラ | OS                             | 備考                      |
| ------------------ | ------------- | ----------------------- | -------------------- | ----------------- | ------------------------ | ---------------- | ------------ | ---------- | ------------------------------ | ------------------------- |
| WILLCOM D4 WS016SH | 2008年7月11日 | TFT液晶 5.0インチ WSVGA | W-SIM IEEE 802.11b/g | 横スライド (UMPC) | Intel Atom Z520 1.33 GHz | RAM:1GB HDD:40GB | 1.98MP       | -          | Windows Vista Home Premium SP1 | ワンセグ QWERTYキーボード |